# ترقی‌خواهی در ایالات متحده آمریکا
ترقی‌خواهی در ایالات متحده فلسفه سیاسی و جنبشی اصلاحی است که در اوایل قرن بیستم به اوج خود رسید. این جنبش که ماهیت طبقه متوسط و اصلاح طلبانه دارد، به عنوان پاسخی به تغییرات گسترده ناشی از مدرنیزاسیون مانند رشد شرکت‌های بزرگ، آلودگی و فساد در سیاست آمریکا پدیدار شد.
آلونزو هامبی، مورخ، ترقی‌خواهی آمریکایی را به عنوان یک «جنبش سیاسی که به ایده‌ها، انگیزه‌ها و مسائل ناشی از مدرن سازی جامعه آمریکا می‌پردازد» توصیف می‌کند. با ظهور در پایان قرن نوزدهم، این جنبش منشأ حد زیادی از جو سیاست آمریکا در نیمه اول قرن بود.
در قرن بیست و یکم، این اصطلاح اغلب برای توصیف طرفداران عدالت اجتماعی و محیط زیست استفاده می‌شود. در حالی که جنبش ترقی خواه مدرن را می‌توان دارای ماهیتی عمدتاً سکولار توصیف کرد، در مقایسه، جنبش ترقیخواه تاریخی تا حد قابل توجهی ریشه در مذهب داشت و از آن نیرو می‌گرفت.

## در قرن ۲۱ام
ترقی خواهی مدرن را می‌توان دربرگیرنده بسیاری از تفاوت‌های قابل توجه با ترقی خواهی تاریخی قرن ۱۹–۲۰ دانست. برخی از دیدگاه‌های ترقیخواهی مدرن این تفاوت‌ها را برجسته می‌کنند، مانند دیدگاه‌های استاد اقتصاد پرینستون، توماس سی. لئونارد، که در مورد ترقیخواهی تاریخی در دی امریکن کنسروتیو می‌گوید «اینجا برای ترقیخواهان قرن بیست‌ویکم جای زیادی برای یگانگی وجود ندارد». ترقیخواهان امروزی بر برابری نژادی و حقوق اقلیت‌ها تأکید می‌کنند، امپریالیسم ایالات متحده را تقبیح می‌کنند، از ایده‌های زیست‌شناختی در علوم اجتماعی دوری می‌کنند و برای تقوا یا دین‌پرستی کاربرد چندانی متصور نیستند». با این حال، در نهایت، هم ترقی خواهی تاریخی و هم جنبش مدرن این تصور را دارند که بازارهای آزاد منجر به نابرابری‌های اقتصادی می‌شود که باید برای محافظت از طبقه کارگر آمریکا به بهترین نحو بهبود یابد.

### کاهش نابرابری درآمد
نابرابری درآمد در ایالات متحده از سال ۱۹۷۰ در حال افزایش بوده. ترقیخواهان استدلال می‌کنند که میزان پایین‌تر شرکت در سندیکاها، سیاست‌های ضعیف، جهانی‌سازی و سایر محرک‌ها باعث ایجاد شکاف در درآمد شده‌اند. افزایش نابرابری درآمد، ترقیخواهان را به تدوین قوانینی از جمله اصلاح وال استریت، اصلاح قانون مالیات، اصلاح امور مالی مبارزات انتخاباتی، بستن راه‌های فرار از مقررات و حفظ کار خانگی، سوق داده‌است.

### اصلاحات مراقبت سلامت

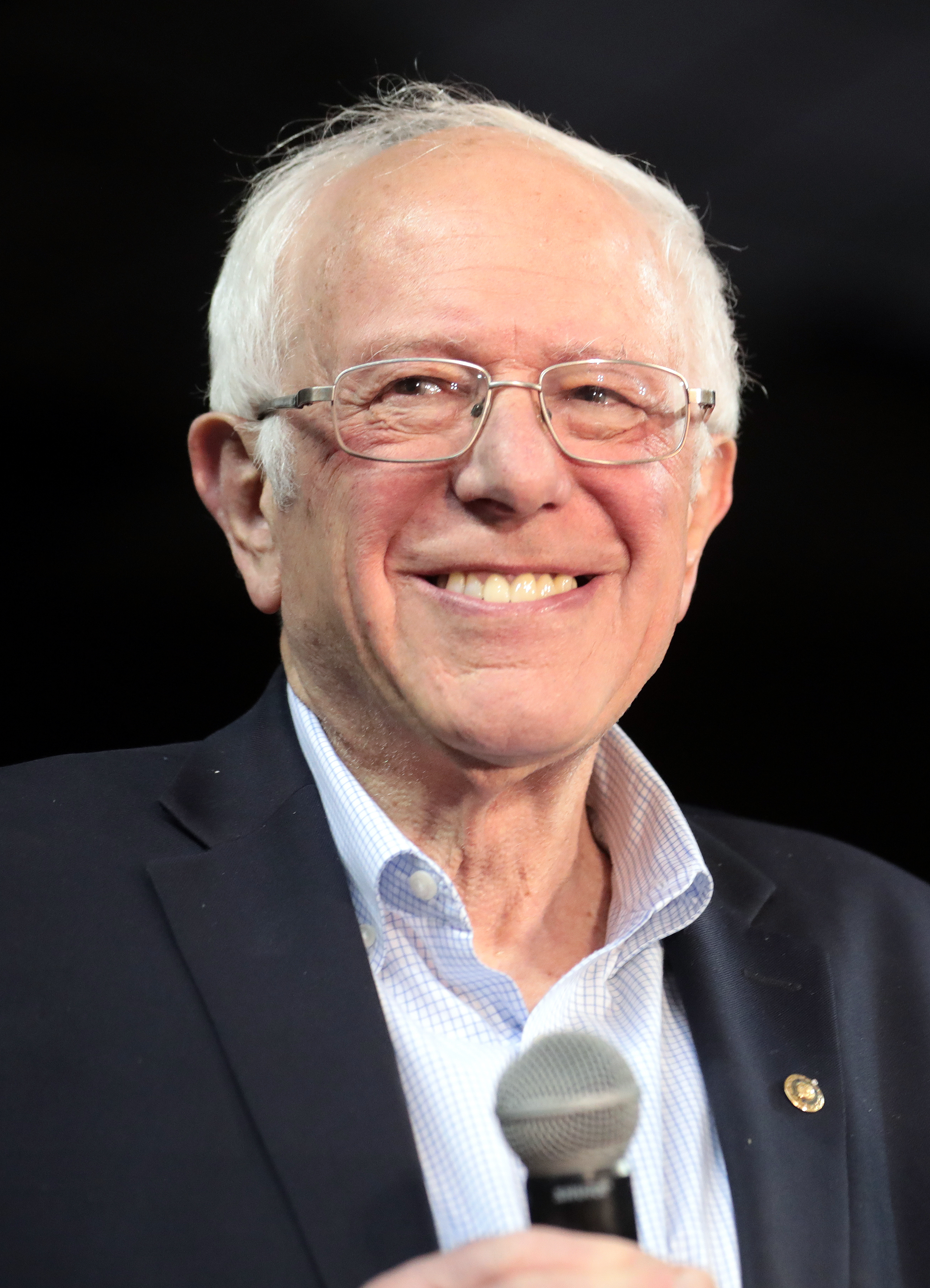
سناتور برنی سندرز، مدافع مراقبت‌های بهداشتی تک پرداختی

### عدالت زیست‌محیطی

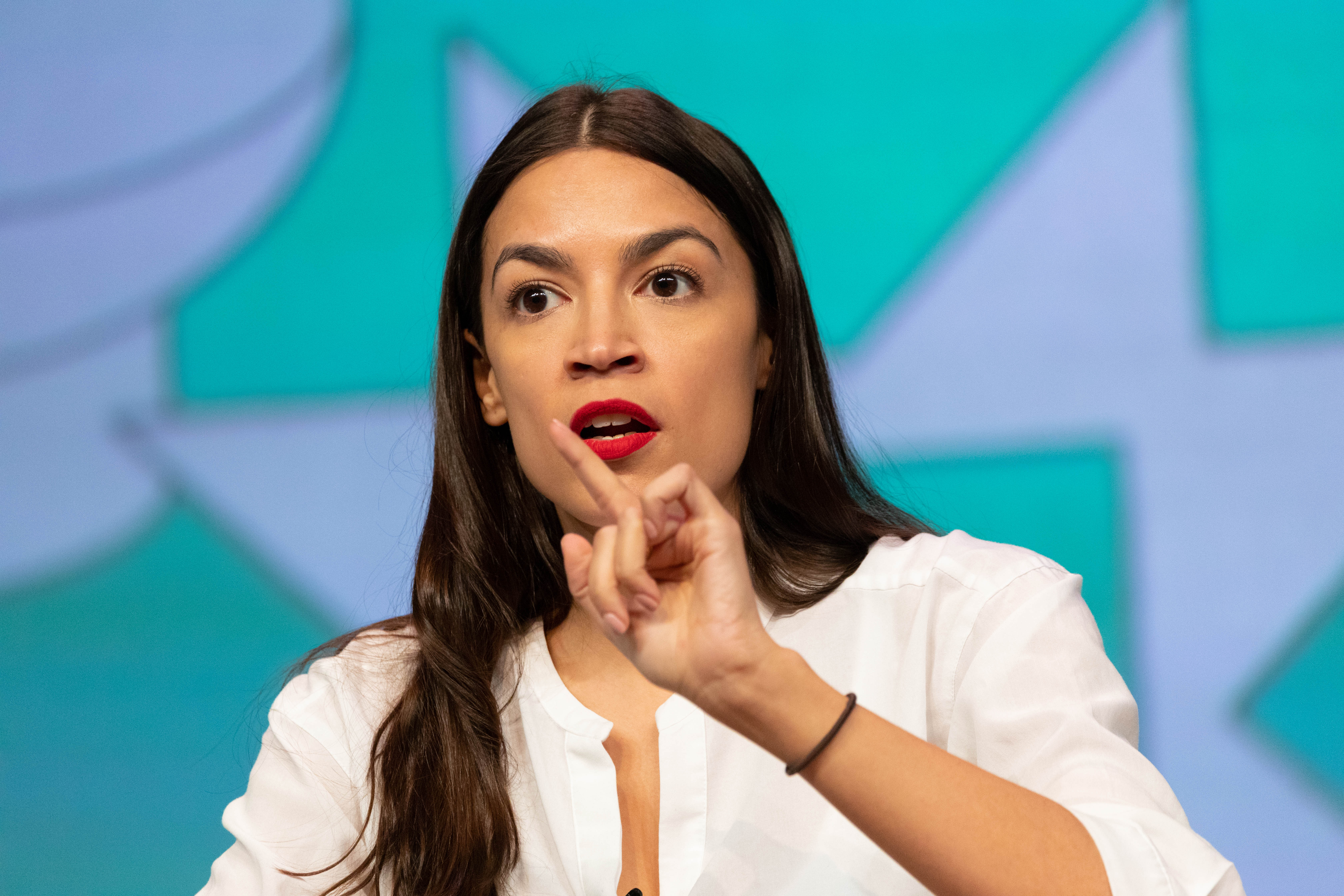
نماینده الکساندریا اوکاسیو-کورتز از نیویورک، مدافع اقدام در مورد تغییرات آب و هوا و نویسنده کتاب نیو دیل سبز

ترقیخواهان مدرن از حفاظت قوی از محیط زیست و اقداماتی برای کاهش یا حذف آلودگی حمایت می‌کنند. یکی از دلایل این امر ارتباط قوی بین بی عدالتی اقتصادی و شرایط نامطلوب محیطی است زیرا گروه‌هایی که از نظر اقتصادی به حاشیه رانده شده‌اند عموماً به‌طور نامتناسبی تحت تأثیر مضرات آلودگی و تخریب محیط زیست قرار می‌گیرند.